# Calle Iturribide
La calle Iturribide (en euskera Iturri, fuente, y bide, camino) es una calle ubicada en el centro de la villa de Bilbao que transcurre prácticamente en su totalidad en pendiente. Conecta el Casco Viejo bilbaíno en su parte inferior con el barrio de Santutxu en su extremo superior. El 11 de junio de 2024 finalizó la remodelación parcial de su extremo inferior.

## Edificios y ubicaciones de interés
Diversas ubicaciones reseñables rodean la calle Iturribide:

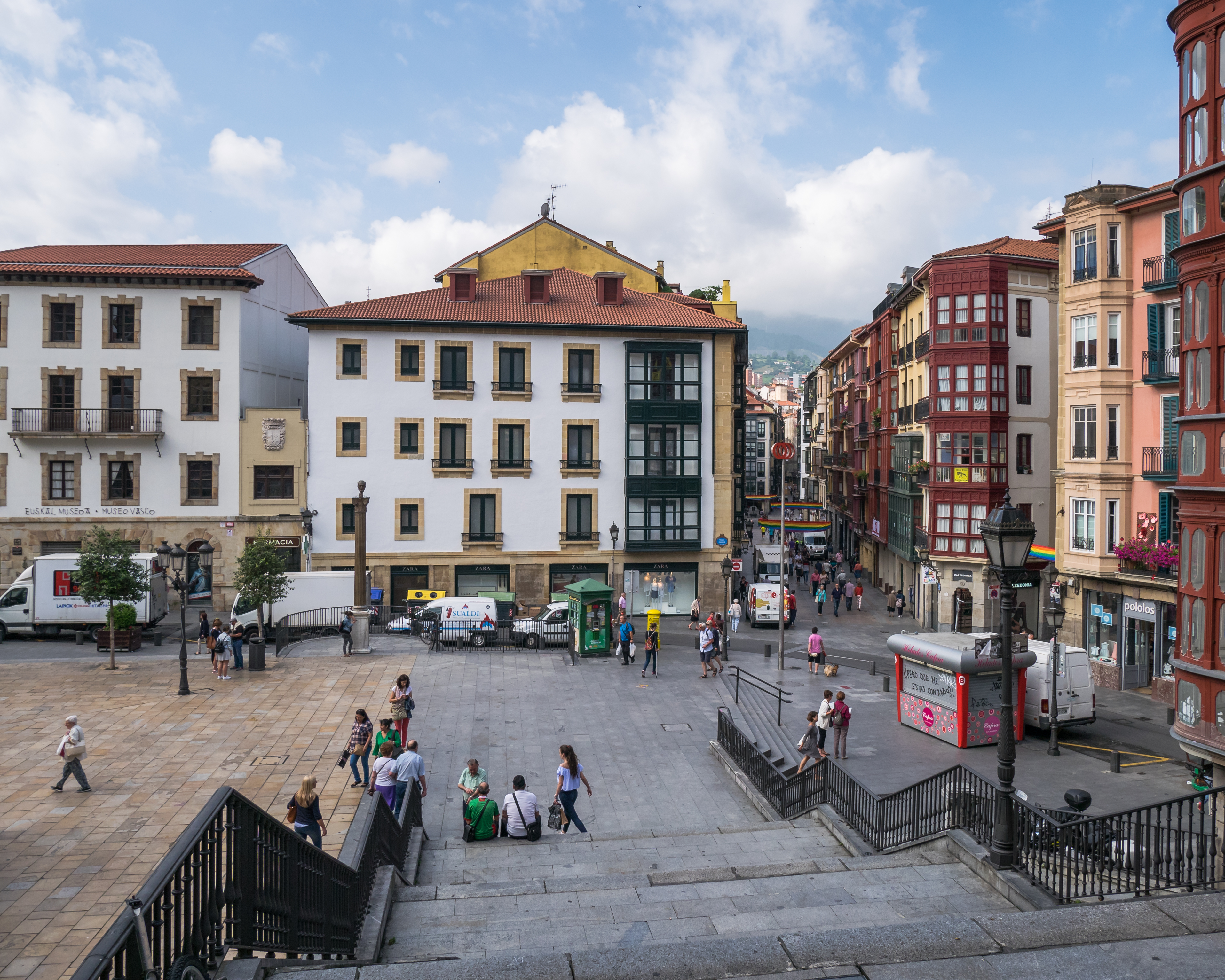
Plaza Miguel de Unamuno
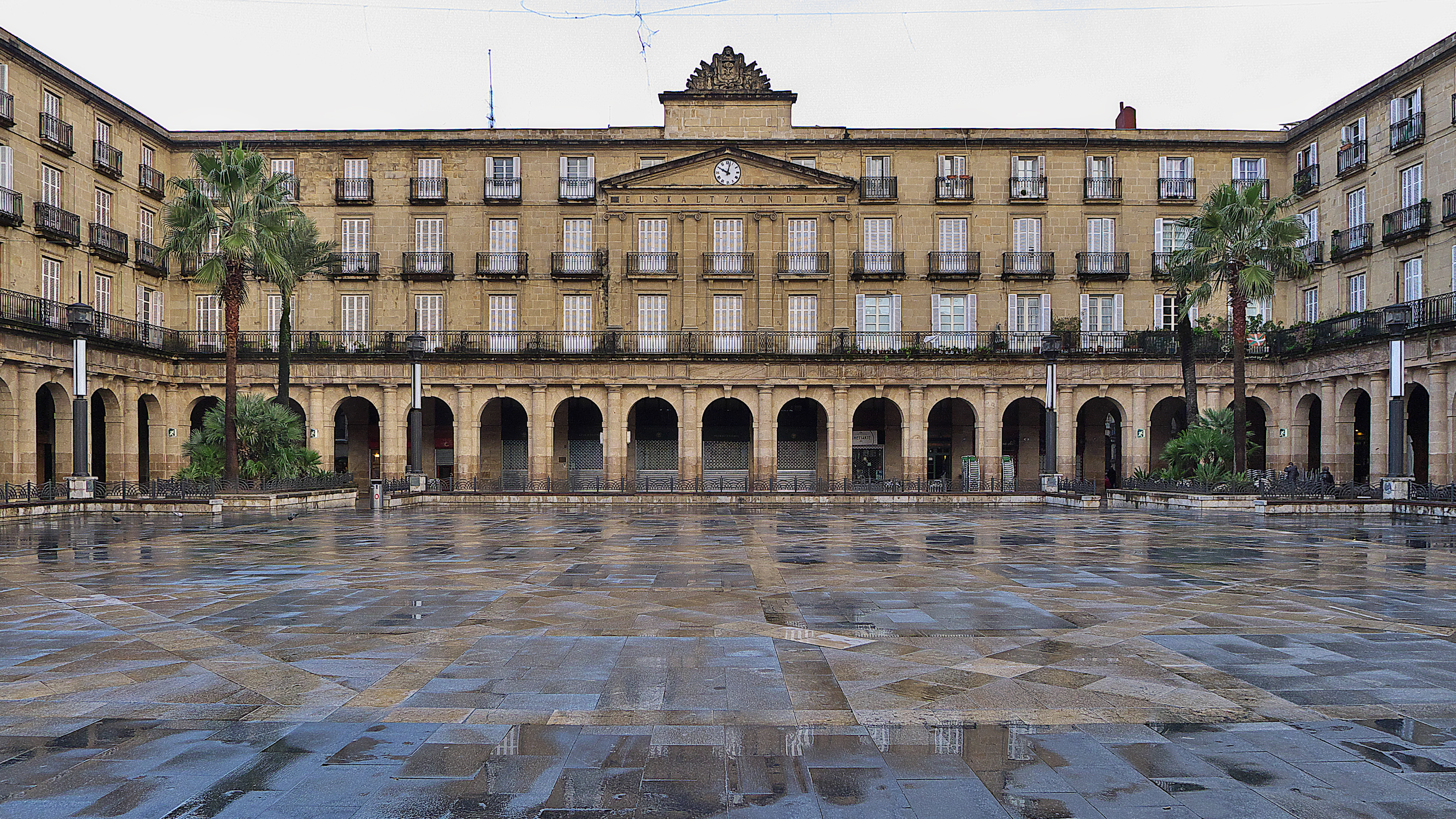
Plaza Nueva de Bilbao.

- Plaza Miguel de Unamuno
- Plaza Nueva de Bilbao

## Medios de transporte
- Estación de Zazpikaleak/Casco Viejo del metro de Bilbao.
- Estación de Santutxu del metro de Bilbao.
- Ascensor de Iturribide-Zabalbide.